# Liga de Campeones de Baloncesto 2022-23
La Liga de Campeones de Baloncesto 2022-23 (en inglés Basketball Champions League) fue la séptima edición del torneo a nivel de clubes e instituciones del baloncesto europeo gestionada por FIBA. La competición comenzó el 21 de septiembre de 2022 con las Fases de Clasificación y prevé su finalización el 14 de mayo de 2023 tras la disputa de la Final Four en el Martín Carpena de Málaga, donde conoceremos al campeón. El Lenovo Tenerife vigente campeón tendrá la opción de defender su título a lo largo de la temporada, pues participa una temporada más en esta competición. 

## Equipos participantes
En esta séptima edición, el número de participantes es de 52 equipos de 29 nacionalidades distintas. Un total de 28 entraron en la competición directamente en la Fase Regular, junto con 4 los supervivientes de una previa de 24 equipos de la Fase de Clasificación.
| Fase Regular          | Fase Regular        | Fase Regular                | Fase Regular              |
| --------------------- | ------------------- | --------------------------- | ------------------------- |
| Lenovo Tenerife       | Pinar Karşıyaka     | Hapoel Atsmon Holon         | Filou Oostende            |
| BAXI Manresa          | JDA Bourgogne Dijon | Bnei Ofek Dist Herzliya     | Igokea m:tel              |
| Surne Bilbao Basket   | Limoges CSP         | Hapoel Bank Yahav Jerusalén | ERA Nymburk               |
| UCAM Murcia           | SIG Strasbourg      | Telekom Baskets Bonn        | Falco Vulcano Szombathely |
| Galatasaray Nef       | AEK                 | MHP RIESEN Ludwigsburg      | VEF Rīga                  |
| Darüşşafaka           | Peristeri bwin      | Dinamo BDS Sassari          | Rytas Vilnius             |
| Bahçeşehir College    | PAOK mateco         | UNAHOTELS Reggio Emilia     | Legia Warszawa            |
| Fase de Clasificación |                     |                             |                           |
| Niners Chemnitz       | Opava               | Šiauliai                    | Patrioti Levice           |
| Brose Bamberg         | Bakken Bears        | Heroes Den Bosch            | Norrköping Dolphins       |
| Río Breogán           | Pärnu Sadam         | TFT Skopie                  | Fribourg Olympic          |
| Unicaja               | Karhu Kauhajoki     | S.L. Benfica                | Tofaş Bursa               |
| Swans Gmunden         | Egis Körmend        | CSO Voluntari               | Budivelnyk                |
| Keravnos              | Golden Eagle Ylli   | FMP Meridian                | Leicester Riders          |

En esta edición la FIBA no contó con equipos ni árbitros acogidos a la Federación Rusa de Baloncesto y Federación Bielorrusa de Baloncesto como medida de las sanciones impuestas.

## Sistema de competición y calendario
Esta temporada se repite el sistema de competición, de la pasada edición.
Cuatro ciudades albergaron la criba de los 24 equipos citados en la Fase de Clasificación, con seis equipos por torneo y una sola plaza para la fase regular en juego. Se disputaron pues cuatro torneos simultáneos, donde los cuatro peores equipos por ranking jugaban una eliminatoria entre sí, de la cual avanzaron a semifinales donde allí esperaban los dos mejores clubs según el ranking. Para pasar a la final donde sólo los 4 ganadores avanzaron a la Fase Regular (los 20 equipos perdedores tenían plaza en la fase de grupos de la FIBA Europe Cup 22-23, con derecho a declinar la opción de jugar en dicha competición).
Para la Fase Regular se sortearon 8 grupos de 4 equipos entre los 28 clasificados más los 4 supervivientes de las previas, según ranking y la condición de que cada grupo tuviese 4 naciones distintas. Los 8 primeros pasaran directamente a la ronda de Octavos, donde se encuadraran en 4 grupos nuevamente de 4 equipos cada uno. 
Los Play-In completaron el acceso a  Octavos, donde los 8 equipos clasificados en segundo lugar se enfrentaron al mejor de tres partidos a los 8 equipos clasificados terceros de la Fase Regular, teniendo siempre ventaja de campo los subcampeones de la fase anterior.
Una vez juntados los 8 primeros de la Fase Regular y los 8 ganadores del Play-In, en esos 4 grupos de 4 de Octavos de Final, los 2 primeros de cada nuevo grupo continuaron en la competición disputando los Cuartos de Final, en eliminatoria al mejor de tres, con ventaja de campo para los 4 primeros de grupo.
Tras este largo caminar, los 4 equipos que superaran los cuartos de final se verán las caras en la Final Four de Málaga  para luchar por alzarse con el título de campeón.
| Fase                  | Ronda            | Sorteo              | Fecha                                 | Fecha                                 | Fecha                                 |                            |
| --------------------- | ---------------- | ------------------- | ------------------------------------- | ------------------------------------- | ------------------------------------- | -------------------------- |
| Fase de Clasificación | Eliminatorias    | 7 de julio de 2022  | 21–25 de septiembre de 2022           | 21–25 de septiembre de 2022           | 21–25 de septiembre de 2022           |                            |
| Fase regular          | Jornada 1        | 7 de julio de 2022  | 3–5 de octubre de 2022                | 3–5 de octubre de 2022                | 3–5 de octubre de 2022                |                            |
| Fase regular          | Jornada 2        | 7 de julio de 2022  | Grupos A, B, C, F                     | 11–12 de octubre de 2022              | 11–12 de octubre de 2022              | 11–12 de octubre de 2022   |
| Fase regular          | Jornada 2        | 7 de julio de 2022  | Grupos D, E, G, H                     | 18–19 de octubre de 2022              | 18–19 de octubre de 2022              | 18–19 de octubre de 2022   |
| Fase regular          | Jornada 3        | 7 de julio de 2022  | Grupos A, B, C, F                     | 25–26 de octubre de 2022              | 25–26 de octubre de 2022              | 25–26 de octubre de 2022   |
| Fase regular          | Jornada 3        | 7 de julio de 2022  | Grupos D, E, G, H                     | 1–2 de noviembre de 2022              | 1–2 de noviembre de 2022              | 1–2 de noviembre de 2022   |
| Fase regular          | Jornada 4        | 7 de julio de 2022  | Grupos A, B, C, F                     | 22–23 de noviembre de 2022            | 22–23 de noviembre de 2022            | 22–23 de noviembre de 2022 |
| Fase regular          | Jornada 4        | 7 de julio de 2022  | Grupos D, E, G, H                     | 29–30 de noviembre de 2022            | 29–30 de noviembre de 2022            | 29–30 de noviembre de 2022 |
| Fase regular          | Jornada 5        | 7 de julio de 2022  | Grupos A, B, C, F                     | 6–7 de diciembre de 2022              | 6–7 de diciembre de 2022              | 6–7 de diciembre de 2022   |
| Fase regular          | Jornada 5        | 7 de julio de 2022  | Grupos D, E, G, H                     | 13–14 de diciembre de 2022            | 13–14 de diciembre de 2022            | 13–14 de diciembre de 2022 |
| Fase regular          | Jornada 6        | 7 de julio de 2022  | 20–21 de diciembre de 2022            | 20–21 de diciembre de 2022            | 20–21 de diciembre de 2022            |                            |
| Play-In               | Eliminatorias    | 7 de julio de 2022  | 3,4,10,11,17 y 18 de enero de 2023    | 3,4,10,11,17 y 18 de enero de 2023    | 3,4,10,11,17 y 18 de enero de 2023    |                            |
| Octavos de final      | Jornada 1        | 7 de julio de 2022  | 24-25 de enero de 2023                | 24-25 de enero de 2023                | 24-25 de enero de 2023                |                            |
| Octavos de final      | Jornada 2        | 7 de julio de 2022  | 31 de enero y 1 de febrero de 2023    | 31 de enero y 1 de febrero de 2023    | 31 de enero y 1 de febrero de 2023    |                            |
| Octavos de final      | Jornada 3        | 7 de julio de 2022  | 7-8 de febrero y 7-8 de marzo de 2023 | 7-8 de febrero y 7-8 de marzo de 2023 | 7-8 de febrero y 7-8 de marzo de 2023 |                            |
| Octavos de final      | Jornada 4        | 7 de julio de 2022  | 15 de febrero y 7-9 de marzo de 2023  | 15 de febrero y 7-9 de marzo de 2023  | 15 de febrero y 7-9 de marzo de 2023  |                            |
| Octavos de final      | Jornada 5        | 7 de julio de 2022  | 14-15 de marzo de 2023                | 14-15 de marzo de 2023                | 14-15 de marzo de 2023                |                            |
| Octavos de final      | Jornada 6        | 7 de julio de 2022  | 21-22 de marzo de 2023                | 21-22 de marzo de 2023                | 21-22 de marzo de 2023                |                            |
| Cuartos de final      | Eliminatorias    | 24 de marzo de 2023 | 4,5,11,12,18 y 19 de abril de 2023    | 4,5,11,12,18 y 19 de abril de 2023    | 4,5,11,12,18 y 19 de abril de 2023    |                            |
| Final Four            | Semifinales      | 25 de abril de 2023 | 12 de mayo de 2023                    | 12 de mayo de 2023                    | 12 de mayo de 2023                    |                            |
| Final Four            | Tercera posición | 25 de abril de 2023 | 14 de mayo de 2023                    | 14 de mayo de 2023                    | 14 de mayo de 2023                    |                            |
| Final Four            | Final            | 25 de abril de 2023 | 14 de mayo de 2023                    | 14 de mayo de 2023                    | 14 de mayo de 2023                    |                            |

## Fase de Clasificación
Una lucha de 24 equipos para sólo 4 plazas, así fue la Fase de Clasificación, repartida en 4 torneos simultáneos de 6 participantes cada uno.
Tras el sorteo, los equipos fueron ordenados por ranking, de tal modo que los dos mejores de cada grupo esperaron cada uno en una semifinal, a los dos ganadores del enfrentamiento directo entre los otros 4 equipos de fase. La final de cada torneo otorgó a cada vencedor la plaza para la Fase Regular, mientras que los cinco equipos restantes, es decir, los 20 eliminados, no continuaron en esta competición, pero tenían plaza asegurada en la Fase Regular de la  Copa Europea de la FIBA 2021-22, salvo renuncia voluntaria, cosa que ocurrió en 5 casos, mientras que los otros 15 decidieron continuar peleando en Europa, eso sí, en el siguiente escalón inferior.
La FIBA eligió a las ciudades de Skopje, Málaga, Lisboa y Belgrado . Los cuartos se jugaron el miércoles 21, las semifinales el viernes 23 y las finales el 25 de septiembre de 2022.
 Ver Anexo:Partidos de la Liga de Campeones de Baloncesto 2022-23
| Torneo     | Pabellón            | Club Clasificado |
| ---------- | ------------------- | ---------------- |
| A Skopje   | SC Boris Trajkovski | Tofaş Bursa      |
| B Málaga   | Martín Carpena      | Unicaja          |
| C Lisboa   | Pavilhão Fidelidade | S.L. Benfica     |
| D Belgrado | Hala Pionir         | Bakken Bears     |

## Fase Regular
Ver Anexo:Partidos de la Liga de Campeones de Baloncesto 2022-23
Tras la criba de la Fase de Clasificación, 32 equipos disputaron esta Fase Regular (28 clasificados directamente + 4 ganadores de la Fase de Clasificación).
En este tramo los equipos se dividieron en 8 grupos de 4 participantes, tras un sorteo donde se tuvo en cuenta el ranking y la imposibilidad de tener en un mismo grupo a dos equipos de una misma liga. Se jugaron 6 jornadas de todos contra todos a ida y vuelta por grupo.
Los 8 primeros al finalizar esta fase, se clasificaron directos a los octavos de final, encuadrándose en los grupos del I-L. Por el contrario, los 8 segundos clasificados se enfrentarán en una eliminatoria al mejor de tres partidos contra los 8 terceros, para avanzar a los 4 grupos de Octavos (con la ventaja de campo siempre para los segundos clasificados) en la ronda de los Play-In.
Esta fase empezó el lunes 3 de octubre y finalizó el miércoles 21 de diciembre de 2022.

### Grupo A
Ver Anexo:Partidos de la Liga de Campeones de Baloncesto 2022-23
| Pos. | Equipo                    | PJ | G | P | PF  | PC  | DP  | Pts | Clasificación                 |  | SIG   | UCAM   | TOF   | SZOM  |
| ---- | ------------------------- | -- | - | - | --- | --- | --- | --- | ----------------------------- |  | ----- | ------ | ----- | ----- |
| 1    | SIG Strasbourg            | 6  | 4 | 2 | 485 | 481 | +4  | 10  | Acceso directo a los Octavos  |  | —     | 82–70  | 94–89 | 81–78 |
| 2    | UCAM Murcia               | 6  | 4 | 2 | 487 | 487 | 0   | 10  | Clasificados para los Play-In |  | 80–78 | —      | 75–72 | 81–74 |
| 3    | Tofaş Bursa               | 6  | 2 | 4 | 480 | 462 | +18 | 8   | Clasificados para los Play-In |  | 75–79 | 77–87  | —     | 90–63 |
| 4    | Falco Vulcano Szombathely | 6  | 2 | 4 | 472 | 494 | −22 | 8   | Eliminado                     |  | 89–71 | 104–94 | 64–77 | —     |

 Fuente: 

### Grupo B
Ver Anexo:Partidos de la Liga de Campeones de Baloncesto 2022-23
| Pos. | Equipo                  | PJ | G | P | PF  | PC  | DP  | Pts | Clasificación                 |  | BONN  | AEK   | KSK   | REG   |
| ---- | ----------------------- | -- | - | - | --- | --- | --- | --- | ----------------------------- |  | ----- | ----- | ----- | ----- |
| 1    | Telekom Baskets Bonn    | 6  | 5 | 1 | 499 | 443 | +56 | 11  | Acceso directo a los Octavos  |  | —     | 80–72 | 83–71 | 84–88 |
| 2    | AEK                     | 6  | 3 | 3 | 458 | 448 | +10 | 9   | Clasificados para los Play-In |  | 66–73 | —     | 80–72 | 68–59 |
| 3    | Pinar Karşıyaka         | 6  | 2 | 4 | 467 | 490 | −23 | 8   | Clasificados para los Play-In |  | 80–89 | 91–88 | —     | 83–76 |
| 4    | UNAHOTELS Reggio Emilia | 6  | 2 | 4 | 436 | 479 | −43 | 8   | Elminado                      |  | 66–90 | 73–84 | 74–70 | —     |

 Fuente: 

### Grupo C
Ver Anexo:Partidos de la Liga de Campeones de Baloncesto 2022-23
| Pos. | Equipo              | PJ | G | P | PF  | PC  | DP  | Pts | Clasificación                 |  | GSN   | HOLO  | OOST  | WARS   |
| ---- | ------------------- | -- | - | - | --- | --- | --- | --- | ----------------------------- |  | ----- | ----- | ----- | ------ |
| 1    | Galatasaray Nef     | 6  | 4 | 2 | 514 | 473 | +41 | 10  | Acceso directo a los Octavos  |  | —     | 88–75 | 85–91 | 86–71  |
| 2    | Hapoel Atsmon Holon | 6  | 4 | 2 | 516 | 499 | +17 | 10  | Clasificados para los Play-In |  | 82–73 | —     | 88–83 | 101–79 |
| 3    | Filou Oostende      | 6  | 3 | 3 | 481 | 481 | 0   | 9   | Clasificados para los Play-In |  | 78–92 | 95–86 | —     | 66–71  |
| 4    | Legia Warszawa      | 6  | 1 | 5 | 437 | 495 | −58 | 7   | Eliminado                     |  | 76–90 | 81–84 | 59–68 | —      |

 Fuente: 

### Grupo D
Ver Anexo:Partidos de la Liga de Campeones de Baloncesto 2022-23
| Pos. | Equipo              | PJ | G | P | PF  | PC  | DP  | Pts | Clasificación                 |  | BILB  | BKSK  | IGOK  | NBK   |
| ---- | ------------------- | -- | - | - | --- | --- | --- | --- | ----------------------------- |  | ----- | ----- | ----- | ----- |
| 1    | Surne Bilbao Basket | 6  | 4 | 2 | 477 | 425 | +52 | 10  | Acceso directo a los Octavos  |  | —     | 80–66 | 81–84 | 71–81 |
| 2    | Bahçeşehir College  | 6  | 3 | 3 | 437 | 470 | −33 | 9   | Clasificados para los Play-In |  | 60–92 | —     | 70–67 | 88–80 |
| 3    | Igokea m:tel        | 6  | 3 | 3 | 467 | 456 | +11 | 9   | Clasificados para los Play-In |  | 80–85 | 72–77 | —     | 91–74 |
| 4    | ERA Nymburk         | 6  | 2 | 4 | 437 | 467 | −30 | 8   | Eliminado                     |  | 54–68 | 79–76 | 69–73 | —     |

 Fuente: 

### Grupo E
Ver Anexo:Partidos de la Liga de Campeones de Baloncesto 2022-23
| Pos. | Equipo                      | PJ | G | P | PF  | PC  | DP  | Pts | Clasificación                 |  | JLM   | LUD   | DSK   | BEARS |
| ---- | --------------------------- | -- | - | - | --- | --- | --- | --- | ----------------------------- |  | ----- | ----- | ----- | ----- |
| 1    | Hapoel Bank Yahav Jerusalem | 6  | 5 | 1 | 480 | 448 | +32 | 11  | Acceso directo a los Octavos  |  | —     | 71–80 | 69–67 | 89–80 |
| 2    | MHP RIESEN Ludwigsburg      | 6  | 4 | 2 | 507 | 449 | +58 | 10  | Clasificados para los Play-In |  | 81–87 | —     | 63–77 | 99–58 |
| 3    | Darüşşafaka                 | 6  | 2 | 4 | 429 | 448 | −19 | 8   | Clasificados para los Play-In |  | 69–92 | 70–90 | —     | 80–66 |
| 4    | Bakken Bears                | 6  | 1 | 5 | 429 | 500 | −71 | 7   | Eliminado                     |  | 71–72 | 86–94 | 68–66 | —     |

 Fuente: 

### Grupo F
Ver Anexo:Partidos de la Liga de Campeones de Baloncesto 2022-23
| Pos. | Equipo       | PJ | G | P | PF  | PC  | DP  | Pts | Clasificación                 |  | MANR  | SLB   | CSP   | VEF   |
| ---- | ------------ | -- | - | - | --- | --- | --- | --- | ----------------------------- |  | ----- | ----- | ----- | ----- |
| 1    | BAXI Manresa | 6  | 4 | 2 | 502 | 470 | +32 | 10  | Acceso directo a los Octavos  |  | —     | 82–92 | 77–88 | 88–59 |
| 2    | S.L. Benfica | 6  | 4 | 2 | 470 | 472 | −2  | 10  | Clasificados para los Play-In |  | 78–97 | —     | 59–79 | 84–71 |
| 3    | Limoges CSP  | 6  | 3 | 3 | 438 | 404 | +34 | 9   | Clasificados para los Play-In |  | 73–76 | 67–68 | —     | 80–53 |
| 4    | VEF Rīga     | 6  | 1 | 5 | 410 | 474 | −64 | 7   | Eliminado                     |  | 80–82 | 76–89 | 71–51 | —     |

 Fuente: 

### Grupo G
Ver Anexo:Partidos de la Liga de Campeones de Baloncesto 2022-23
| Pos. | Equipo              | PJ | G | P | PF  | PC  | DP  | Pts | Clasificación                 |  | UNI   | JDA   | PAOK  | SASS  |
| ---- | ------------------- | -- | - | - | --- | --- | --- | --- | ----------------------------- |  | ----- | ----- | ----- | ----- |
| 1    | Unicaja             | 6  | 5 | 1 | 513 | 454 | +59 | 11  | Acceso directo a los Octavos  |  | —     | 88–68 | 77–63 | 82–92 |
| 2    | JDA Bourgogne Dijon | 6  | 3 | 3 | 450 | 471 | −21 | 9   | Clasificados para los Play-In |  | 70–91 | —     | 69–74 | 88–80 |
| 3    | PAOK mateco         | 6  | 2 | 4 | 454 | 454 | 0   | 8   | Clasificados para los Play-In |  | 85–88 | 66–70 | —     | 88–68 |
| 4    | Dinamo BDS Sassari  | 6  | 2 | 4 | 470 | 508 | −38 | 8   | Eliminado                     |  | 76–87 | 72–85 | 82–78 | —     |

 Fuente: 

### Grupo H
Ver Anexo:Partidos de la Liga de Campeones de Baloncesto 2022-23
| Pos. | Equipo                  | PJ | G | P | PF  | PC  | DP  | Pts | Clasificación                 |  | LNTF  | VILN  | PERI  | HERZ   |
| ---- | ----------------------- | -- | - | - | --- | --- | --- | --- | ----------------------------- |  | ----- | ----- | ----- | ------ |
| 1    | Lenovo Tenerife         | 6  | 4 | 2 | 512 | 427 | +85 | 10  | Acceso directo a los Octavos  |  | —     | 89–74 | 86–60 | 83–63  |
| 2    | Rytas Vilnius           | 6  | 3 | 3 | 505 | 493 | +12 | 9   | Clasificados para los Play-In |  | 85–78 | —     | 89–64 | 90–101 |
| 3    | Peristeri bwin          | 6  | 3 | 3 | 459 | 495 | −36 | 9   | Clasificados para los Play-In |  | 88–81 | 71–82 | —     | 86–70  |
| 4    | Bnei Ofek Dist Herzliya | 6  | 2 | 4 | 468 | 529 | −61 | 8   | Eliminado                     |  | 57–95 | 90–85 | 87–90 | —      |

 Fuente: 

## Play-In
Tras la conclusión de la Fase regular, 8 equipos quedaron eliminados, mientras que los 8 mejores de cada grupo esperan ya en los octavos de final.
Esta temporada se repitieron los exitosos Play-In para definir las últimas 8 plazas disponibles en octavos. Entraron pues en esta ronda un total de 16 equipos, que pelearon para ser uno de los 8 que continuaron en la competición a la conclusión de ésta.
Para ganar el acceso a Octavos se enfrentaron en una eliminatoria al mejor de tres partidos; los segundos de grupo frente a los terceros de la fase anterior. El primer partido y el tercero (en los casos que la eliminatoria lo requirió), fueron en casa del segundo clasificado en la Fase regular, premiando su actuación en la misma. Las fechas para la disputa de los Play-In fueron del 3 al 11 de enero de 2023 en el caso de que las 4 eliminatorias resueltas en dos partidos. La fechas de los partidos de desempate fueron el 17 y 18 de enero de 2023.
 Ver Anexo:Partidos de la Liga de Campeones de Baloncesto 2022-23
| Equipo 1               | Series | Equipo 2        | 1.er partido | 2.º partido | 3.er partido |
| ---------------------- | ------ | --------------- | ------------ | ----------- | ------------ |
| UCAM Murcia            | 2-0    | Pinar Karşıyaka | 97-92        | 96-89       |              |
| AEK                    | 2-0    | Tofaş Bursa     | 73-70        | 85-82       |              |
| Hapoel Atsmon Holon    | 2-0    | Igokea m:tel    | 103-79       | 91-80       |              |
| Bahçeşehir College     | 2-1    | Filou Oostende  | 72-76        | 77-64       | 87-81        |
| MHP RIESEN Ludwigsburg | 1-2    | Limoges CSP     | 85-81        | 62-82       | 94-96        |
| S.L. Benfica           | 0-2    | Darüşşafaka     | 76-89        | 72-83       |              |
| JDA Bourgogne Dijon    | 2-1    | Peristeri bwin  | 89-80        | 88-92       | 89-82        |
| Rytas Vilnius          | 2-1    | PAOK mateco     | 85-62        | 78-81       | 82-63        |

## Octavos de final
Ver Anexo:Partidos de la Liga de Campeones de Baloncesto 2022-23
Los 16 equipos clasificados (ya bien por la fase regular o los Play-In) se encuadraron en 4 grupos; I-L .Cada grupo estuvo conformado por 4 equipos , donde jugaron todos contra todos a ida y vuelta en un total de 6 jornadas donde avanzaron de ronda los 2 mejores de cada grupo. Cabe destacar que en esta fase no coincidieron equipos que ya se cruzasen en la fase regular, pero esta vez sí de una misma liga local ubicados en un mismo grupo.
El 24 de enero comenzó esta fase, mientras que el 22 de marzo de 2023 finalizó, conociendo por tanto, a los que 8 equipos participarán en los cuartos de final y por contra, los 8 clubes que han terminado su andadura europea en esta temporada.

### Grupo I
Ver Anexo:Partidos de la Liga de Campeones de Baloncesto 2022-23
| Pos. | Equipo                      | PJ | G | P | PF  | PC  | DP  | Pts | Clasificación             |  | JLM   | SIG   | JDA   | HOLO    |
| ---- | --------------------------- | -- | - | - | --- | --- | --- | --- | ------------------------- |  | ----- | ----- | ----- | ------- |
| 1    | Hapoel Bank Yahav Jerusalem | 6  | 5 | 1 | 444 | 419 | +25 | 11  | Clasificados para Cuartos |  | —     | 81–80 | 77–84 | 77–65   |
| 2    | SIG Strasbourg              | 6  | 4 | 2 | 506 | 466 | +40 | 10  | Clasificados para Cuartos |  | 63–71 | —     | 86–67 | 112–110 |
| 3    | JDA Bourgogne Dijon         | 6  | 2 | 4 | 457 | 490 | −33 | 8   | Eliminados                |  | 64–73 | 72–85 | —     | 89–81   |
| 4    | Hapoel Atsmon Holon         | 6  | 1 | 5 | 472 | 504 | −32 | 7   | Eliminados                |  | 63–65 | 65–80 | 88–81 | —       |

 Fuente: 

### Grupo J
Ver Anexo:Partidos de la Liga de Campeones de Baloncesto 2022-23
| Pos. | Equipo               | PJ | G | P | PF  | PC  | DP  | Pts | Clasificación             |  | BONN  | MANR  | VILN  | BKSK  |
| ---- | -------------------- | -- | - | - | --- | --- | --- | --- | ------------------------- |  | ----- | ----- | ----- | ----- |
| 1    | Telekom Baskets Bonn | 6  | 6 | 0 | 518 | 439 | +79 | 12  | Clasificados para Cuartos |  | —     | 85–75 | 99–72 | 74–68 |
| 2    | BAXI Manresa         | 6  | 3 | 3 | 488 | 485 | +3  | 9   | Clasificados para Cuartos |  | 69–87 | —     | 82–69 | 90–72 |
| 3    | Rytas Vilnius        | 6  | 3 | 3 | 503 | 519 | −16 | 9   | Eliminados                |  | 79–86 | 96–95 | —     | 95–88 |
| 4    | Bahçeşehir College   | 6  | 0 | 6 | 449 | 515 | −66 | 6   | Eliminados                |  | 76–87 | 76–77 | 69–92 | —     |

 Fuente: 
Nota: Debido a los terremotos sufridos en Turquía  el partido de la 3.ª jornada Bahçeşehir College-BAXI Manresa se pospuso al 8 de marzo, mientras que se adelantó al 15 de febrero el BAXI Manresa-Bahçeşehir College de la 4.ª jornada.

### Grupo K
Ver Anexo:Partidos de la Liga de Campeones de Baloncesto 2022-23
| Pos. | Equipo          | PJ | G | P | PF  | PC  | DP  | Pts | Clasificación             |  | UNI   | AEK   | GSN   | CSP    |
| ---- | --------------- | -- | - | - | --- | --- | --- | --- | ------------------------- |  | ----- | ----- | ----- | ------ |
| 1    | Unicaja         | 6  | 5 | 1 | 494 | 434 | +60 | 11  | Clasificados para Cuartos |  | —     | 88–66 | 81–76 | 99–88  |
| 2    | AEK             | 6  | 4 | 2 | 455 | 447 | +8  | 10  | Clasificados para Cuartos |  | 65–75 | —     | 92–78 | 82–72  |
| 3    | Galatasaray Nef | 6  | 2 | 4 | 457 | 463 | −6  | 8   | Eliminados                |  | 72–67 | 71–81 | —     | 100–73 |
| 4    | Limoges CSP     | 6  | 1 | 5 | 432 | 494 | −62 | 7   | Eliminados                |  | 67–84 | 63–69 | 69–60 | —      |

 Fuente: 
Nota: El partido Unicaja - Galatasaray Nef correspondiente a la 3.ª jornada se pospuso al 7 de marzo, así como el Galatasaray Nef-Unicaja de la 4.ª jornada se retrasó al 9 de marzo, todo ello debido a los terremotos sufridos en Turquía .

### Grupo L
Ver Anexo:Partidos de la Liga de Campeones de Baloncesto 2022-23
| Pos. | Equipo              | PJ | G | P | PF  | PC  | DP  | Pts | Clasificación             |  | LNTF  | UCAM    | DSK   | BILB  |
| ---- | ------------------- | -- | - | - | --- | --- | --- | --- | ------------------------- |  | ----- | ------- | ----- | ----- |
| 1    | Lenovo Tenerife     | 6  | 5 | 1 | 459 | 415 | +44 | 11  | Clasificados para Cuartos |  | —     | 85–65   | 75–71 | 78–66 |
| 2    | UCAM Murcia         | 6  | 4 | 2 | 508 | 483 | +25 | 10  | Clasificados para Cuartos |  | 82–67 | —       | 96–87 | 90–72 |
| 3    | Darüşşafaka Lassa   | 6  | 2 | 4 | 492 | 525 | −33 | 8   | Eliminados                |  | 59–80 | 105–104 | —     | 95–85 |
| 4    | Surne Bilbao Basket | 6  | 1 | 5 | 447 | 483 | −36 | 7   | Eliminados                |  | 72–74 | 67–71   | 85–75 | —     |

 Fuente: 
Nota: Debido a los terremotos sufridos en Turquía  el partido de la 3.ª jornada Darüşşafaka Lassa-UCAM Murcia se pospuso al 7 de marzo, mientras que se adelantó al 15 de febrero el UCAM Murcia-Darüşşafaka Lassa de la 4.ª jornada.

## Cuartos de final
Los dos mejores de los grupos I-L ganaron el billete a esta ronda. Los 4 primeros de grupo se encuadraron en el bombo de cabezas de serie en el sorteo para estos cuartos de final. Ser Cabeza de Serie conllevará de cara a esta ronda, tener como privilegio disputar el primer partido en casa, así como el tercero en los casos que resultase necesario, en esta serie eliminatoria al mejor de tres, para lograr el pase a la Final Four.
Durante el sorteo sólo se atendió a la restricción de emparejar a equipos que se enfrentaron en la ronda de Octavos.
El primer partido de cada emparejamiento será el 4 de abril, los segundos duelos el 11 y 12 de abril, mientras que los días 18 y 19 de abril el tercer partido de las eliminatorias que lo requisiesen. 
| Cabezas de Serie            | Cabezas de Serie     | Cabezas de Serie | Cabezas de Serie |
| --------------------------- | -------------------- | ---------------- | ---------------- |
| Hapoel Bank Yahav Jerusalén | Telekom Baskets Bonn | Unicaja          | Lenovo Tenerife  |
| No Cabezas de Serie         |                      |                  |                  |
| SIG Strasbourg              | BAXI Manresa         | AEK              | UCAM Murcia      |

El sorteo que celebrado el viernes 24 de marzo de 2023 dictó los siguientes emparejamientos:
 Ver Anexo:Partidos de la Liga de Campeones de Baloncesto 2022-23
| Equipo 1                    | Series | Equipo 2       | 1.er partido | 2.º partido | 3.er partido |
| --------------------------- | ------ | -------------- | ------------ | ----------- | ------------ |
| Telekom Baskets Bonn        | 2-1    | SIG Strasbourg | 76-77        | 76-66       | 83-77        |
| Hapoel Bank Yahav Jerusalem | 2-1    | AEK            | 64-55        | 78-94       | 91-51        |
| Lenovo Tenerife             | 2-1    | BAXI Manresa   | 91-84        | 83-85       | 84-72        |
| Unicaja                     | 2-0    | UCAM Murcia    | 83-67        | 96-74       |              |

## Cuadro Final
El Cuadro Final del torneo quedó de esta manera tras los sorteos de cuartos y Final Four:
|  | Cuartos de final            | Cuartos de final            |                             |    | Semifinales                  | Semifinales                  |  |  | FINAL | FINAL |
|  |                             |                             |                             |    |                              |                              |  |  |       |       |
|  |                             |                             |                             |    |                              |                              |  |  |       |       |
|  |                             |                             |                             |    |                              |                              |  |  |       |       |
|  | Lenovo Tenerife             | 2                           |                             |    |                              |                              |  |  |       |       |
|  | Lenovo Tenerife             | 2                           | 12 de mayo                  |    |                              |                              |  |  |       |       |
|  | BAXI Manresa                | 1                           |                             |    |                              |                              |  |  |       |       |
|  | BAXI Manresa                | 1                           | Lenovo Tenerife             | 68 |                              |                              |  |  |       |       |
|  |                             |                             | Lenovo Tenerife             | 68 |                              |                              |  |  |       |       |
|  |                             | Hapoel Bank Yahav Jerusalem | 69                          |    |                              |                              |  |  |       |       |
|  | Hapoel Bank Yahav Jerusalem | Hapoel Bank Yahav Jerusalem | 69                          | 2  |                              |                              |  |  |       |       |
|  | Hapoel Bank Yahav Jerusalem |                             | 14 de mayo                  | 2  |                              |                              |  |  |       |       |
|  | AEK                         | 1                           |                             |    |                              |                              |  |  |       |       |
|  | AEK                         | 1                           | Hapoel Bank Yahav Jerusalem | 70 |                              |                              |  |  |       |       |
|  |                             |                             | Hapoel Bank Yahav Jerusalem | 70 |                              |                              |  |  |       |       |
|  |                             | Telekom Baskets Bonn        | 77                          |    |                              |                              |  |  |       |       |
|  | Unicaja Málaga              | Telekom Baskets Bonn        | 77                          | 2  |                              |                              |  |  |       |       |
|  | Unicaja Málaga              | 12 de mayo                  |                             | 2  |                              |                              |  |  |       |       |
|  | UCAM Murcia                 | 0                           |                             |    |                              |                              |  |  |       |       |
|  | UCAM Murcia                 | 0                           | Unicaja Málaga              | 67 |                              |                              |  |  |       |       |
|  |                             |                             | Unicaja Málaga              | 67 |                              |                              |  |  |       |       |
|  |                             | Telekom Baskets Bonn        | 69                          |    | Partido por la Tercera Plaza | Partido por la Tercera Plaza |  |  |       |       |
|  | Telekom Baskets Bonn        | Telekom Baskets Bonn        | 69                          | 2  | Partido por la Tercera Plaza | Partido por la Tercera Plaza |  |  |       |       |
|  | Telekom Baskets Bonn        |                             | 14 de mayo                  | 2  |                              |                              |  |  |       |       |
|  | SIG Strasbourg              | 1                           |                             |    |                              |                              |  |  |       |       |
|  | SIG Strasbourg              | 1                           | Lenovo Tenerife             | 84 |                              |                              |  |  |       |       |
|  |                             |                             |                             |    |                              |                              |  |  |       |       |
|  | Unicaja Málaga              | 79                          |                             |    |                              |                              |  |  |       |       |
|  | Unicaja Málaga              | 79                          |                             |    |                              |                              |  |  |       |       |

## Final Four
Tras un largo camino el torneo llegará a su culminación en la ciudad de Málaga los días del 12 y 14 de mayo de 2023.
Los emparejamientos de Semifinales se definieron el martes 25 de abril de 2023 en un sorteo celebrado en el Museo Picasso de la ciudad anfitriona.
| Málaga            |
| ----------------- |
| Martín Carpena    |
| Capacidad: 11,300 |
|                   |
| Málaga            |

| Equipo                      | Anteriores presencias F4/F8                                  | Mejor puesto obtenido    |
| --------------------------- | ------------------------------------------------------------ | ------------------------ |
| Lenovo Tenerife             | 16-17 (C), 18-19 (2.º), 19-20 (5.º), 20-21 (5.º) y 21-22 (C) | Campeón (16-17 y 21-22)  |
| Unicaja Málaga              | 0                                                            | Cuartofinalista (21-22)  |
| Telekom Baskets Bonn        | 0                                                            | Octavos de final (19-20) |
| Hapoel Bank Yahav Jerusalén | 0                                                            | Cuartofinalista (18-19)  |

### Semifinales
| 12 de mayo de 2023 – 17:30 (CEST) Semifinal 1 | Lenovo Tenerife                       | 68–69            | Hapoel Bank Yahav Jerusalem | Málaga                             |  |
|                                               | Parciales: 18-12, 12-19, 12-18, 26-17 |                  |                             |                                    |  |
|                                               | Estadísticas 0                        | Pts Reb Asts Val | Estadísticas 0              | Pabellón: Martín Carpena Árbitros: |  |

| 12 de mayo de 2023 – 20:30 (CEST) Semifinal 2 | Unicaja Málaga                       | 67–69            | Telekom Baskets Bonn | Málaga                             |  |
|                                               | Parciales: 22-22, 9-19, 19-16, 17-12 |                  |                      |                                    |  |
|                                               | Estadísticas 0                       | Pts Reb Asts Val | Estadísticas 0       | Pabellón: Martín Carpena Árbitros: |  |

### Tercer lugar
| 14 de mayo de 2023 – (CEST) Tercer lugar | Unicaja Málaga                       | 79–84            | Lenovo Tenerife | Málaga                             |  |
|                                          | Parciales: 29-31, 9-22, 14-13, 17-18 |                  |                 |                                    |  |
|                                          | Estadísticas 0                       | Pts Reb Asts Val | Estadísticas 0  | Pabellón: Martín Carpena Árbitros: |  |

### Final
| 14 de mayo de 2023 – (CEST) FINAL | Hapoel Bank Yahav Jerusalén          | 70–77            | Telekom Baskets Bonn | Málaga                             |  |
|                                   | Parciales: 17-7, 23-21, 20-27, 20-15 |                  |                      |                                    |  |
|                                   | Estadísticas 0                       | Pts Reb Asts Val | Estadísticas 0       | Pabellón: Martín Carpena Árbitros: |  |

| Campeón BCL 2022-23         |
| --------------------------- |
| Telekom Baskets Bonn título |

## Distinciones individuales

#### MVP mensual
| Mes       | Jugador        | Club                        | Ref-   |
| 2022      | 2022           | 2022                        | 2022   |
| --------- | -------------- | --------------------------- | ------ |
| Octubre   | Joe Ragland    | Hapoel Atsmon Holon         | [ 8 ]  |
| Noviembre | Marcus Foster  | Rytas Vilnius               | [ 9 ]  |
| Diciembre | T.J. Shorts II | Telekom Baskets Bonn        | [ 10 ] |
| 2023      |                |                             |        |
| Enero     | Joe Ragland    | Hapoel Atsmon Holon         | [ 11 ] |
| Febrero   | Akil Mitchell  | AEK                         | [ 12 ] |
| Marzo     | Zach Hankins   | Hapoel Bank Yahav Jerusalén | [ 13 ] |

### Líderes Estadísticos
Líderes estadísticos de los Octavos
| Apartado estadístico | Media por partido | Jugador                                                  | Club                                           |
| -------------------- | ----------------- | -------------------------------------------------------- | ---------------------------------------------- |
| Valoración           | 22.2 22.8         | Zach Hankins (6 partidos) Jerry Boutsiele (5 partidos)   | Hapoel Bank Yahav Jerusalén Bahçeşehir College |
| Puntos               | 19.7              | Marcus Foster (6 partidos)                               | Rytas Vilnius                                  |
| Rebotes              | 10.3              | Zach Hankins (6 partidos)                                | Hapoel Bank Yahav Jerusalén                    |
| Asistencias          | 8.3               | T.J. Shorts II (6 partidos)                              | Telekom Baskets Bonn                           |
| Recuperaciones       | 2 2.4             | Paul Lacombe (6 partidos) Doğuş Özdemiroğlu (5 partidos) | SIG Strasbourg Darüşşafaka Lassa               |
| Tapones              | 1.7               | Zach Hankins (6 partidos) Artem Pustovyi (6 partidos)    | Hapoel Bank Yahav Jerusalén UCAM Murcia        |

Nota: Como bien indica el encabezamiento, se muestran en esta tabla a los líderes estadísticos del cómputo estricto de las 6 Jornadas de los  Octavos, sin contabilidad de medias en posibles partidos jugados en fases anteriores a la señalada.
Líderes estadísticos de la Fase Regular
| Apartado estadístico | Media por partido | Jugador                                               | Club                                         |
| -------------------- | ----------------- | ----------------------------------------------------- | -------------------------------------------- |
| Valoración           | 27.2 26           | Maurice Kemp (5 partidos) T.J. Shorts II (6 partidos) | Bnei Ofek Dist Herzliya Telekom Baskets Bonn |
| Puntos               | 25.4 24.2         | Maurice Kemp (5 partidos) T.J. Shorts II (6 partidos) | Bnei Ofek Dist Herzliya Telekom Baskets Bonn |
| Rebotes              | 9.3               | Nikola Tanasković (6 partidos)                        | Igokea m:tel                                 |
| Asistencias          | 11.2              | Joe Ragland (6 partidos)                              | Hapoel Atsmon Holon                          |
| Recuperaciones       | 2.4               | Doğuş Özdemiroğlu (5 partidos)                        | Darüşşafaka                                  |
| Tapones              | 2.3 2.4           | Michale Kyser (6 partidos) Nate Reuvers (5 partidos)  | Surne Bilbao Basket UNAHOTELS Reggio Emilia  |

Nota: Como bien indica el encabezamiento, se muestran en esta tabla a los líderes estadísticos del cómputo estricto de las 6 Jornadas de la  Fase Regular, sin contabilidad de medias en posibles partidos jugados en fases anteriores a la señalada.